# Шершневка (Смоленская область)
Шершневка — деревня в Хиславичском районе Смоленской области России. Входит в состав Соинского сельского поселения. Население — 4 жителя (2007 год). 
Расположена в юго-западной части области в 21 км к юго-западу от Хиславичей, в 54 км западнее автодороги А141 Орёл — Витебск. В 54 км восточнее деревни расположена железнодорожная станция Остёр на линии Смоленск — Рославль. 

## История
В годы Великой Отечественной войны деревня была оккупирована гитлеровскими войсками в июле 1941 года, освобождена в сентябре 1943 года.